# ابوزید معزم
ابوزید، صالح بن محمد همدانی شهرت‌یافته به ابوزید مُعزِم (۱۰۹۳–۱۱۳۹م) محدث و فقیه ایرانی بود. سمعانی او را «پیشوایی فاضل، خوش‌سیرت، زیبا رفتار و نیک‌روش» وصف کرده که امام مسجد جامع همدان نیز بوده است. او از ابواسحاق شیرازی حدیث فراگرفت و از شاگردانش شمرده شد.